# 쉬에청
쉬에청 또는 쉐청(學誠, 1966년 ~ )은 중화인민공화국의 승려이다. 그는 중국 복건성(福建) 선유(仙游)에 태어났다. 1982년 출가하여, 원졸(圓拙) 노스님을 따라 공부 및 수행을 시작하였다. 1991년 중국 불교대학을 졸업하고 석사학위를 받았다. 2007년, 태국 출라론콘 불교 대학교 교육행정학 명예박사 학위 수여받았고, 2010년, 방글라데시 아디샤대사 평화금상 수상하였다. 2011년 전인도 비구승가회에서 '삼장대법사' 박사학위 수여하였다.

현임 전국 정치협상협회 상무위원, 제11차 중화 전국 청년 연합회 부주석, 제3차 중국 종교계 평화위원회 비서장, 중국불교협회 회장, 중국 불교대학 원장, 북경사범대학 인문종교고등연구원 부회장, 복건 푸디엔(福建莆田)광화사(廣化寺)주지, 섬서 부풍(陝西扶風)법문사 (法門寺)주지, 북경 용천사(北京龍泉寺)주지.